# Hegwaldseifen bei Ober-Seemen
Hegwaldseifen bei Ober-Seemen este o arie protejată (arie specială de conservare — SAC, sit de importanță comunitară — SCI) din Germania întinsă pe o suprafață de 43,42 ha, integral pe uscat.

## Localizare
Centrul sitului Hegwaldseifen bei Ober-Seemen este situat la coordonatele 50°25′43″N 9°16′17″E / 50.4286°N 9.2714°E.

## Înființare
Situl Hegwaldseifen bei Ober-Seemen a fost declarat sit de importanță comunitară în iulie 2001 pentru a proteja 1 specie de animale. Situl a fost protejat și ca arie specială de conservare în martie 2008.

## Biodiversitate
Situată în ecoregiunea continentală, aria protejată conține 3 habitate naturale: Cursuri de apă de la nivel de câmpie la nivel montan, cu vegetație Ranunculion fluitantis și Callitricho-Batrachion, Fânețe de joasă altitudine (Alopecurus pratensis, Sanguisorba officinalis), Păduri aluvionare cu Alnus glutinosa și Fraxinus excelsior (Alno-Padion, Alnion incanae, Salicion albae).
La baza desemnării sitului se află o specie protejată de  nevertebrate: phengaris nausithous (Maculinea nausithous).